# Batalla dels Arapiles
La batalla dels Arapiles fou un enfrontament armat que es va produir el 22 de juliol de 1812, dins de la Guerra del Francès, que va suposar el triomf de les tropes aliades espanyoles, britàniques i portugueses davant les forces napoleòniques, i va frustrar les pretensions franceses de dominar la península Ibèrica.

## Inici
Lord Wellington estava decidit a aprofitar la circumstància favorable de trobar-se Napoleó entestat en la desastrosa campanya de Rússia, i resolgué prendre l'ofensiva. Va abandonar els seus quarters de Fuenteguinaldo el 12 de juny, avançà sobre Salamanca amb el seu exèrcit, dividit en tres columnes, d'una de les quals formava part la brigada del general Charles d'Espagnac i el guerriller Julián Sánchez. El mariscal Marmont, que ocupava Salamanca amb l'exèrcit anomenat de Portugal, evacuà la plaça la nit del 16, deixant-hi una guarnició de 800 homes i es retirà vers Toro, però penedint-se més tard d'haver cedit el camp amb tanta facilitat, retrocedí de bell nou vers Salamanca, però arribà ja tard per a salvar la seva guarnició, que va haver de capitular el dia 27, després de defensar brillantment els convents de La Merced, de San Cayetano i de San Vicente, que els francesos havien convertit en veritables fortaleses.

## Nova retirada
Llavors es retirà de bell nou vers Toro i Tordesillas, perseguit pels aliats, que es detingueren a Rueda en passar els francesos a la banda dreta del riu Duero; però Marmont havia rebut el reforç de la divisió Bonnet (10.000 homes), que li envià des d'Astúries Caffarelli, i assabentat que l'exèrcit espanyol de Galícia avançava per unir-se a Wellington, decidí presentar-li batalla abans que comptés amb més forces, i amb aquest objecte emprengué una sèrie de marxes i contramarxes per la vora dreta del Duero, observant l'enemic i tractant d'atreure'l a un terreny favorable o d'aprofitar el menor descuit per batre'l.
La nit del 16 de juliol travessaren per fi els francesos el Duero per Tordesillas, després d'haver amagat el pas per Toro, i l'endemà es concentrava a Nava del Rey tot l'exèrcit francès, fort de 47.000 homes amb 3.000 cavalls, i avançà de seguida sobre el Guareña, la banda esquerra del qual estava ocupada pels aliats. Llavors començaren ambdós exèrcits una nova sèrie de maniobres a què donà lloc la proverbial circumspecció dels seus respectius comandants, que acabaren en establir-se els anglesos a San Cristobal de la Cuesta, a la vora dreta del riu Tormes, mentre que els imperials passaven a la vora esquerra, travessant el riu entre Alba de Tormes, i Huerta el dia 21.

## Les hosts comencen a prendre posicions

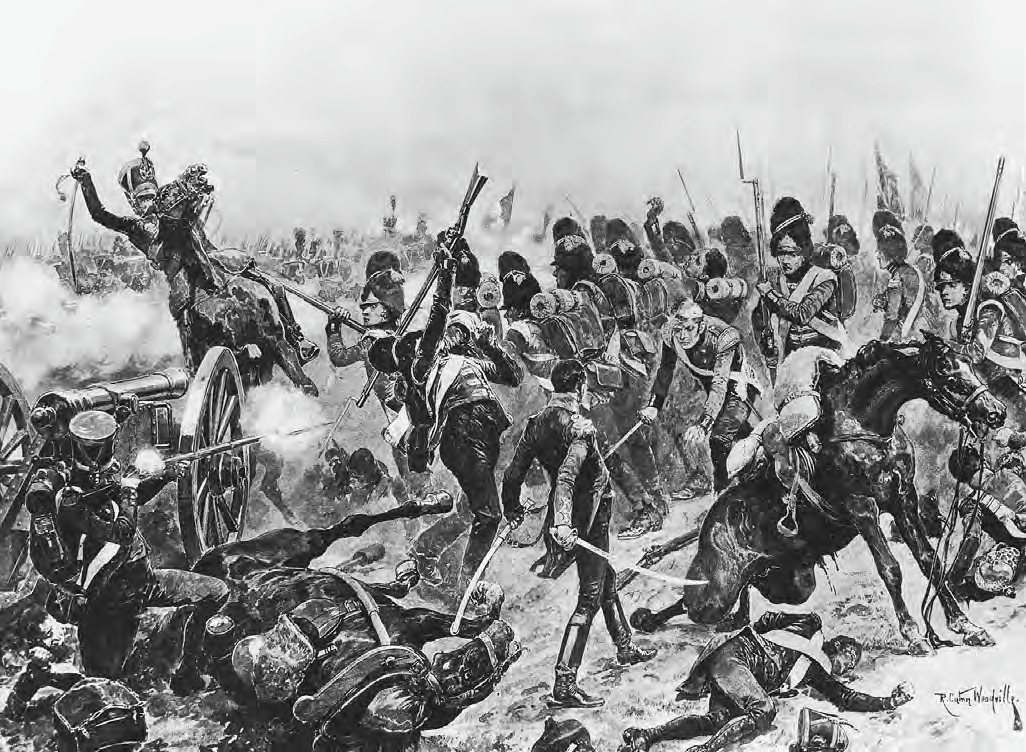
Escena de la batalla, en la qual es mostra la càrrega de la 3a divisió comanada per Sir Edward Packenham

A l'albada del dia 22 els aliats prengueren posicions, reforçant la seva banda dreta en un turó anomenat Arapil Chico i l'esquerra al Tormes (Santa Marta). Per la seva part, els francesos desplegaren les seves forces, i s'assentaren a les altures de Nuestra Señora de la Peña i l'Arapil Grande, excel·lent posició que els aliats van cometre l'error de no ocupar per endavant, i com que el front del combat d'aquells resultava marcadament oblic en relació al d'aquells, i les maniobres de l'exèrcit francès denunciaven amb claredat el propòsit de Marmont d'envoltar l'ala dreta dels anglesos, i amenaçar així la seva línia de retirada vers Ciudad Rodrigo, jutjant lord Wellington la seva situació i temorós que fossin reforçats els imperials per l'exèrcit de Castella que s'aproximava, comandat pel rei Josep Bonaparte en persona, feu avançar sobre Aldeatejada la divisió Packenham i la brigada de cavalleria portuguesa d'Urban, que havien restat de reserva a Cabrerizo, confiant-los l'encàrrec de cobrir la retirada de l'exèrcit, que s'iniciaria a les deu del matí.
Però en advertir el general britànic que els francesos, en el seu afany d'estrènyer-lo, allargaven massa el seu cantó esquerre, canvià sobtadament de pla i ordenà l'atac general: l'ala dreta, formada per la divisió Packenham i la brigada de cavalleria d'Urban havia d'envestir l'ala esquerra francesa, tractant d'envoltar-la per la vall de Zurguén; el centre el formaven les divisions de Leith i Cole, en primera línia, amb la brigada portuguesa de Bradford i les divisions de Clinton i Hope en segona línia, rebent suport pel seu flanc dret per les forces espanyoles i una brigada de cavalleria de la divisió de Cotton i l'esquerra per la brigada portuguesa de Pack, que havia d'atacar l’Arapil Grande; per acabar, les divisions de Paget i Alten i la brigada de dragons de la divisió Cotton en l'ala esquerra, un xic endarrerida, venien a constituir com una mena de reserva.

## Desenvolupament del pla
Aquest pla, tan hàbilment concebut, fou executat ràpidament i amb la major decisió: l'ala esquerra francesa fou desbaratada amb pèrdues de més de 3.000 presoners; el centre oposà més resistència, però també començà a replegar-se en veure desfeta l'ala esquerra; només l'atac de l'Arapil grande fracassà, refusada amb grans pèrdues la brigada Pack, moments de desorde que aprofità admirablement la cavalleria francesa per carregar sobre la divisió Cole, deixant-la tan mal parada que hagué de ser substituïda per la de Clinton i passar a segona línia.

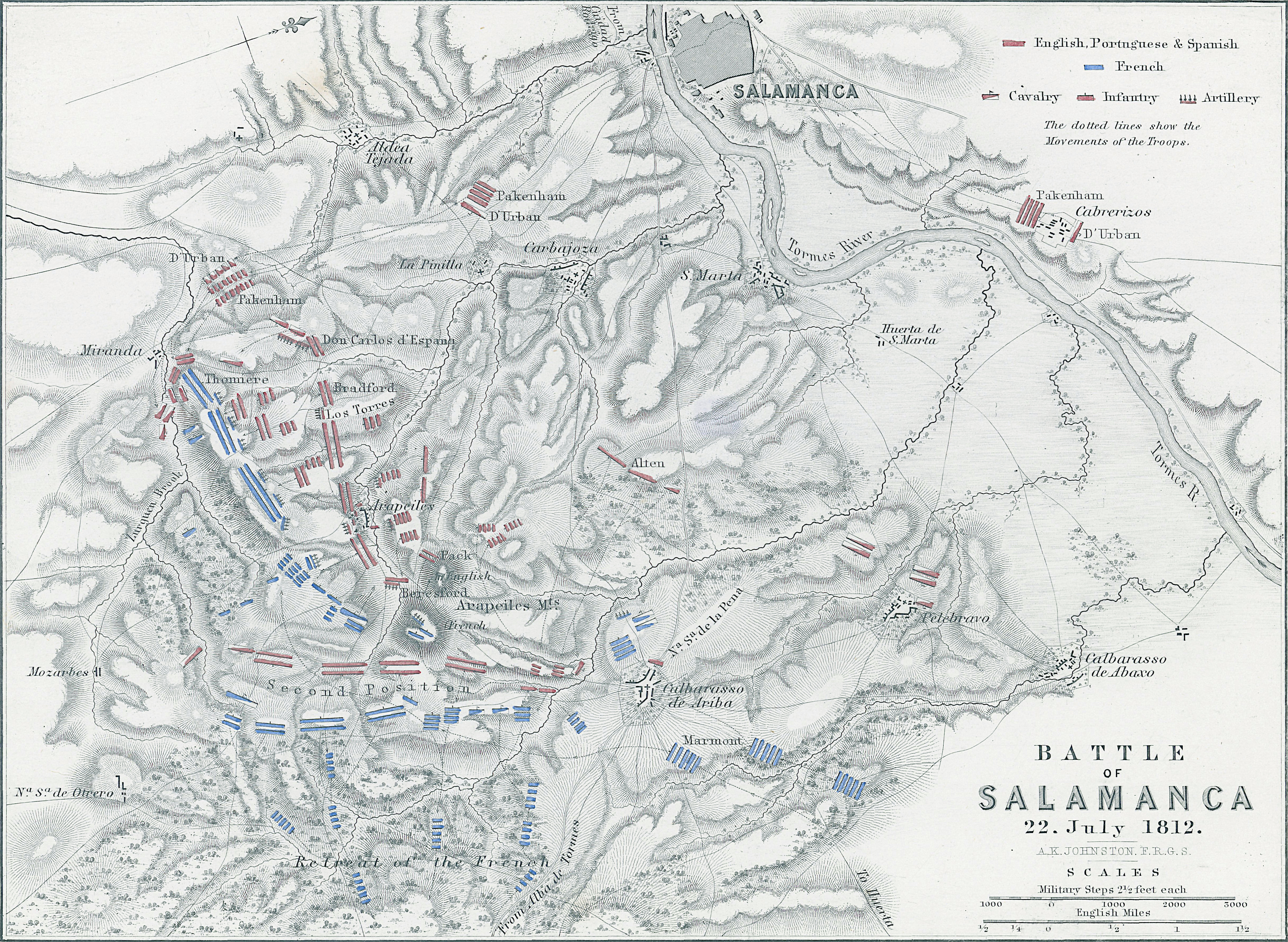
Gravat de W. & A. K. Johnston, publicat per William Blackwood & Sons el 1850, que com tants mapes contemporanis tenen més fantasia que realitat

En aquesta situació es trobava el combat a les cinc de la tarda, quan el mariscal Marmont acudí en persona per tractar de restablir-lo, amb tan mala fortuna, que fou ferit en un braç i en un costat i hagué d'assignar el comandament al general Monnet; aquest darrer, ferit també al cap d'una estona, va delegar el comandament en el general Clausel, el qual ordenà la retirada, al apoderar-se de l'Arapil, després d'una forta lluita, la divisió Clinton. La retirada s'efectuà en bon orde, sota la protecció del flanc dret intacte, però tot i això l'exèrcit francès hi va deixar nou banderes i estendards, onze canons i 7.000 presoners.

## Conseqüències
Les baixes dels vençuts ascendiren a uns 1.800 morts, entre ells tres generals, i 2.500 ferits; les dels aliats ascendiren també a unes 5.000 entre morts i ferits. Els efectes d'aquesta brillant victòria foren de gran transcendència: de moment el rei Josep Bonaparte, que acudia a auxiliar Marmont, es veié precisat a retrocedir i evacuà per segona vegada Madrid el 10 d'agost en direcció a València, deixant una guarnició de 2.500 homes al Palau del Buen Retiro, que hagué de capitular el dia 14, entregant als anglesos gran quantitat de material de guerra, del qual en formaven part 189 peces d'artilleria; els francesos a més aixecaren el setge de Cadis el (25 d'agost) i evacuaren definitivament Andalusia.

## Alegria a tot Espanya
L'alegria que causà per tot Espanya la notícia d'aquesta victòria fou immensa. La Regència concedí a lord Wellington la pertinença a l'Orde del Toisó d'Or. Les Corts de Cadis acordaren aixecar un monument al voltant d'Arapiles per a perpetuar en les noves generacions el record d'aquest brillant fet d'armes i autoritzaren a la ciutat de Salamanca per a col·locar en la plaça principal de la ciutat el bust de l'afortunat general, que per una altra banda rebé nous honors de la seva pàtria, que li foren atorgats pel Parlament britànic.